# Герапатит
Герапати́т — сульфат йодохинина, кристаллическое органическое вещество состава {\displaystyle {\ce {4QH2.3SO4.2I3.6H2O}}}, где {\displaystyle {\ce {Q}}} — обозначает молекулу хинина {\displaystyle {\ce {C20H24N2O2}}}.
Осаждается при действии спиртового раствора иода на уксуснокислый раствор сернокислого хинина, кристаллизуется в форме гексагидрата в виде изумрудно-зелёных пластинок с золотистым блеском и сильным дихроизмом.
Применялся в оптических поляризаторах, уже к середине XX века был вытеснен материалом на основе легированного иодом поливинилового спирта, изобретённым во время Второй мировой войны из-за связанного с войной дефицита хинина.

## История
Согласно Э. Г. Лэнду, герапатит был открыт в 1852 году У. Б. Герапатом, английским хирургом и химиком из Бристоля, один из помощников которого случайно обнаружил, что добавление настойки иода в мочу подопытной собаки, которой давали хинин, приводит к выпадению из жидкости необычных зелёных кристаллов. При изучении кристаллов под микроскопом Герапат обнаружил, что они поляризуют свет, так как некоторые перекрывающиеся кристаллы в поле зрения микроскопа выглядели тёмными.
В 1930-х годах профессор Фердинанд Бернауэр изобрёл способ выращивания крупных кристаллов герапатита, достаточно больших, чтобы их можно было поместить между двумя стеклянными пластинками и использовать в качестве поляризационного светофильтра. Эти изделия продавались под торговым названием «Бернотар» фирмой «Карл Цейсс».
В 1929 году Лэнд использовал мелкие кристаллы герапатита для создания поляризатора на основе поляризующей плёнки — тонкой полимерной плёнки с включёнными в неё одинаково ориентированными по оптической оси кристаллами герапатита. Такие поляризаторы поступили в продажу под фирменным названием «Поляроид», принадлежащем компании «Поляроид», это название для поляризационных светофильтров с тех пор вошло во многие языки и стало нарицательным.

## Получение
Герапатит может быть получен осаждением его из раствора сульфата хинина в уксусной кислоте добавлением раствора йода в этаноле.